# Ingrid Lottenburger
Ingrid Lottenburger-Bazin (* 18. September 1933 in Berlin; † 5. März 2021) war eine deutsche Ökonomin, Lehrerin und Politikerin (Alternative Liste, Bündnis 90/Die Grünen). Sie gehörte von 1995 bis 1999 dem Abgeordnetenhaus von Berlin an.

## Leben
Ingrid Lottenburger verbrachte die letzten Jahre des Zweiten Weltkriegs in Liberec. Sie studierte nach dem Abitur 1953 Wirtschaftswissenschaften an der Freien Universität Berlin mit Abschluss als Diplom-Kauffrau 1959. Sie war zunächst in der Wirtschaft tätig und wechselte 1973 in den Schuldienst. Dort ging sie 1995 in den Ruhestand.

## Politik
Lottenburger trat 1981 in die Alternative Liste ein. Bei der Abgeordnetenhauswahl 1995 erhielt sie ein Mandat über die Landesliste von Bündnis 90/Die Grünen. Sie engagierte sich besonders auch für die deutsch-tschechische Verständigung. Am 5. März 2021 starb sie im Alter von 87 Jahre.